# El Mirador (södra Xilitla kommun)
El Mirador är en ort i Mexiko.   Den ligger i kommunen Xilitla och delstaten San Luis Potosí, i den centrala delen av landet, 210 km norr om huvudstaden Mexico City. El Mirador ligger 918 meter över havet och antalet invånare är 142.
Terrängen runt El Mirador är kuperad åt nordost, men åt sydväst är den bergig. Terrängen runt El Mirador sluttar österut. Runt El Mirador är det ganska tätbefolkat, med 96 invånare per kvadratkilometer. Närmaste större samhälle är Villa Terrazas, 16,8 km nordost om El Mirador. I omgivningarna runt El Mirador växer i huvudsak städsegrön lövskog.